# 에린 브로코비치 (영화)
《에린 브로코비치》(영어: Erin Brockovich)는 2000년 개봉한 미국의 영화이다. 에린 브로코비치가 미국 서부 해안의 에너지 회사인 PG&E와 벌인 법적 분쟁을 영화화한 실화 영화이다.
스티븐 소더버그가 감독을 맡았으며, 줄리아 로버츠가 주인공 에린 브로코비치 역할을 맡았다. 이 역할로 로버츠는 아카데미상 여우주연상을 수상하기도 하였다. 실제 에린 브로코비치가 줄리아라는 이름의 식당 종업원으로 카메오 출연하기도 하였다.

## 줄거리
이혼을 두 번 당하고 아이 셋을 혼자서 키우고 있는 실직 여성 에린 브로코비치는 차 사고를 당하게 된다. 하지만 자신의 차를 친 의사와의 법적 분쟁에서 패소하게 된다. 에린은 자신의 변호사 에드에게 그의 회사에게서 일할 수 있도록 해달라고 부탁한다.
그녀는 서류를 담당하게 되었는데, PG&E와 관련된 의료 기록을 우연히 발견한 후 그것을 추적하기 시작한다. 에린은 PG&E가 힝클리 지역 주민들에게 홍보한 것과는 달리 인체에 해로운 물질을 사용하였다는 것을 알아내고, PG&E로 인해 힝클리의 물이 오염되었다고 결론을 내린 다음 에드와 함께 이 사건에 관한 자료와 피해자들을 만나기 시작한다. 중간에 PG&E가 턱 없는 금액으로 그들과 합의를 보려 하나, 이들은 이것을 거부한다. 결국 수백명의 피해자와 많은 증거를 통해 PG&E에게 승소하였고, PG&E는 엄청난 금액을 배상한다.

## 박스 오피스
2000년 3월 19일 개봉 첫 주에 2,848 관에서 $28,138,465의 수입을 올렸다. 2000년 8월까지 미국 내에서 $125,548,685, 전세계 $256,271,286의 수입을 올렸다.

## 배역
- 줄리아 로버츠 - 에린 브로코비치
- 앨버트 피니 - 에드 마스리
- 에런 엑하트 - 조지

## 한국판 성우진(KBS) (2003년 1월 1일)
- 강희선 - 에린 브로코비치(줄리아 로버츠)
- 유강진 - 에드 변호사(앨버트 피니)
- 오세홍 - 조지(에런 엑하트)
- 김순영 - 종업원(에린 브로코비치) / 사무실 직원
- 김규식 - 넬슨(레니 마르티네즈) / 판사(르로이 시몬스)
- 손정아 - 도나(마그 헬겐버거) / 메튜(스코티 레븐워스)
- 한수경 - 파멜라(체리 존스) / PG&E의 변호사(지나 갈레고)
- 유명숙 - 테레사(빈 콕스) / 옆집 아줌마 / 사무실 직원
- 이봉준 - 커트(피터 코요테) / 도나의 남편(마이클 하니) / 정신과 의사(데이비드 브리스빈)
- 유제상 - 찰스(트레이시 월터)
- 문선희 - 케이티(저민 드 라 페나) / 폴의 아내(메레디스 지너)
- 전인배 - 폴(조 크레스트) / 상대편 변호사(팻 스키퍼) / 사무실 직원 / 대학 교수 / 전화 목소리
- 임진응 - 테드(웨이드 윌리엄스) / PG&E의 변호사(T. J. 타인)